# Atelopus chrysocorallus
Atelopus chrysocorallus é uma espécie de sapo da família Bufonidae. Ele é endêmico na Venezuela. Seu habitat natural são as florestas úmidas de montanhas em áreas tropicais e subtropicais, rios e rios intermitentes. Está ameaçado pela perda do seu habitat